# Brad Daugherty (Pokerspieler)
Brad Daugherty (* 5. Juli 1951 in Mountain Grove, Missouri) ist ein professioneller US-amerikanischer Pokerspieler. Er gewann 1991 die Poker-Weltmeisterschaft.

## Werdegang
Daugherty fing 1969 mit Poker an, als er auf einer Highschool-Reise war. Nach der Highschool arbeitete er in der Bauwirtschaft. Nachdem er von den hohen Geldpreisen bei Pokerturnieren erfahren hatte, zog er 1978 nach Reno in Nevada. Im Jahre 1987 gewann er sein erstes Turnier.
Der Amerikaner gewann 1991 das Main Event der World Series of Poker in Las Vegas und erhielt eine Siegprämie von einer Million US-Dollar sowie ein Bracelet. Zusammen mit Tom McEvoy schrieb Daugherty Championship Satellite Strategy und No Limit Texas Hold’em for New Players. Obwohl Daugherty nicht mehr viele Reisen unternimmt, um zu pokern, spielt er bei den großen Turnieren und online mit. Seine bis dato letzte Live-Geldplatzierung erzielte er im Juli 2018.
Insgesamt hat sich Daugherty mit Poker bei Live-Turnieren mehr als 1,5 Millionen US-Dollar erspielt. Der Amerikaner wohnt in Las Vegas und hat einen Sohn.